# Dragalić
Dragalić è un comune della Croazia di 1 282 abitanti della regione di Brod e della Posavina.